# Miguel de los Santos
Miguel de los Santos (* 9. August 1973 in Estepona) ist ein spanischer Sportler. Er nahm an den Olympischen Sommerspielen 1996 teil und trat beim 110-Meter-Hürdenlauf an, schaffte es aber nicht über die Vorläufe hinaus.